# Charles L. Harness
Charles Leonard Harness (geboren am 29. Dezember 1915 in Colorado City, Texas; gestorben am 20. September 2005 in North Newton, Kansas) war ein amerikanischer Science-Fiction-Autor.

## Leben
Harness war der Sohn von Conrad T. und Lillian B. Harness. Nach einem abgebrochenen Theologiestudium an der Texas Christian University studierte er Rechtswissenschaft an der George Washington University in Washington, D.C., wo er 1942 den Bachelor machte und 1946 die Anwaltszulassung erhielt. Von 1941 bis 1947 arbeitete er für das United States Bureau of Mines in Washington, anschließend als Patentanwalt für die American Cyanamid Company in Stamford, Connecticut und von 1953 bis 1981 für W. R. Grace and Company in Columbia, Maryland.
1938 heiratete er Nell W. Harness, mit der er eine Tochter und einen Sohn hatte.
1948 veröffentlichte Harness seine erste SF-Kurzgeschichte Time Trap im Magazin Astounding, eine Geschichte über Zeitreisen und Veränderung der Vergangenheit, was auch in den folgenden Arbeiten Harness’ ein häufiges Thema sein sollte, zum Beispiel in dem Roman The Paradox Men (1953), der auf der 1949 erschienenen Erzählung Flight into Yesterday basiert:
Im 22. Jahrhundert kämpft ein unter Amnesie leidender Raum- und Zeitreisender gegen einen Tyrannen und zwar mit Dolch und mit Schwert. Ähnlich wie nach ihm Frank Herbert in Dune gibt es Körperpanzer, die vor sich schnell bewegenden Geschossen schützen, nicht aber gegen sich relativ langsam bewegende Klingen, wodurch dann auch verwegene Schwertkämpfe und das dramatische Duell mit der Klinge eine Zukunft in dieser Zukunft haben.
Der Roman wurde 1985 von David Pringle in dessen Zusammenstellung der 100 besten Science-Fiction-Romane aufgenommen. Er nennt ihn zwar „einen der klassischen Schundromane amerikanischer Magazin-Science-Fiction“, stellt ihn dann aber über die Werke des weitaus bekannteren A. E. van Vogt, mit dem man Harness öfters vergleicht.
Harness war nur im Nebenberuf Schriftsteller, hauptberuflich arbeitete er bis zu seinem Ruhestand 1981 als Patentanwalt, was sich auch in einigen seiner Werke abbildet, etwa in den Kurzgeschichten Improbable Profession (1952, zusammen mit Theodore L. Thomas) und Probable Cause (1968) und in den Romanen  The Venetian Court (1982) und Lunar Justice (1991).
2005 starb Harness im Alter von 89 Jahren.

## Bibliographie
Romane
- The Paradox Men. 1953. (basiert auf Flight into Yesterday, 1949)
  - Deutsch: Der Mann ohne Vergangenheit. Moewig Science Fiction #3541, 1981, ISBN 3-8118-3541-6.
- The Ring of Ritornel. 1968.
  - Deutsch: Todeskandidat Erde. Heyne SF&F #3209, 1970.
- Wolfhead. 1977. (Buchausgabe 1978)
  - Deutsch: Die in der Tiefe. Moewig Science Fiction #3644, 1984, ISBN 3-8118-3644-7.
- The Catalyst. 1980.
  - Deutsch: Der Katalysator. Moewig Science Fiction #3594, 1982, ISBN 3-8118-3594-7.
- Firebird. 1981.
  - Deutsch: Feuervogel. Moewig Science Fiction #3631, 1984, ISBN 3-8118-3631-5.
- The Venetian Court. 1982.
- Redworld. 1986.
- Krono. 1988.
- Lurid Dreams. 1990.
- Lunar Justice. 1991.
- Drunkard’s Endgame. 1999.
- Cybele, With Bluebonnets. 2002.
- The Professional Approach. 2007. (mit Theodore L. Thomas)

Sammlungen
- The Rose. 1966. (Erzählungen)
- An Ornament to His Profession. 1998. (Erzählungen)
- Rings 1999. (enthält die Romane The Paradox Men, The Ring of Ritornel, Firebird und Drunkard’s Endgame)

Kurzgeschichten-Serien
Conrad Patrick
- An Ornament to His Profession. 1966.
- The Alchemist. 1966.
- Polly. 2004.

Patent Office
- That Professional Look. 1954. (mit Theodore L. Thomas, als Leonard Lockhard)

Quentin Thomas, Patent Lawyer
- The Venetian Court. 1981.
  - Deutsch: Das venezianische Urteil. In: Hans Joachim Alpers (Hrsg.): Analog 1. Moewig Science Fiction #3547, 1981, ISBN 3-8118-3547-5.
- H-Tec. 1981.
  - Deutsch: H-TEK. In: Hans Joachim Alpers (Hrsg.): Analog 2. Moewig Science Fiction #3559, 1982, ISBN 3-8118-3559-9.

The Jaquino Gates
- The Terraformers. 1999.
- Red Skies. 2000.

Kurzgeschichten
- Time Trap. 1948.
  - Deutsch: Die Zeitfalle. In: Werner Fuchs (Hrsg.): Visum für die Ewigkeit. Knaur Science Fiction & Fantasy #5743, 1982, ISBN 3-426-05743-3.
- Fruits of the Agathon. 1948.
- Flight into Yesterday. 1949.
- Stalemate in Space. 1949. (auch als Stalemate in Time, 1966)
- Heritage. 1950.
- Even Steven. 1950.
- The New Reality. 1950.
  - Deutsch: Das neue Sein. In: Hans Joachim Alpers, Werner Fuchs: Die Fünfziger Jahre I. Edition SF im Hohenheim Verlag, 1971, ISBN 3-8147-0010-4.
- A Thesis for Branderbrook (1951)
- Improbable Profession. 1952. (mit Theodore L. Thomas, als Leonard Lockhard)
- The Poisoner. 1952.
- The Call of the Black Lagoon. 1953.
- The Rose. 1953.
  - Deutsch: Die Rose. In: Wolfgang Jeschke (Hrsg.): Heyne Science Fiction Jahresband 1985. Heyne SF&F #4183, 1971, ISBN 3-453-31160-4.
- Child by Chronos. 1953.
  - Deutsch: Der Elektra-Komplex. In: H. W. Mommers & A. D. Krauß (Hrsg.): 9 Science Fiction Stories, Heyne-Anthologien #30, 1969.
- The Chessplayers. 1953.
- Bugs. 1967.
- The Million Year Patent. 1967.
- Probable Cause. 1968.
  - Deutsch: Hinreichender Verdacht. In: Damon Knight (Hrsg.): Damon Knight's Collection 4. Fischer Orbit #7, 1972, ISBN 3-436-01509-1.
- Bookmobile. 1968.
- The Araqnid Window. 1974.
- Quarks at Appomattox. 1983.
- The Fall of Robin Arms. 1984.
  - Deutsch: Der Fall des Robin Arms. In: Ronald M. Hahn: Kryogenese. Heyne SF&F #4169, 1985, ISBN 3-453-31131-0.
- Summer Solstice. 1984.
- The Cajamarca Project. 1985.
- O Lyric Love. 1985.
- George Washington Slept Here. 1985.
- Biofeedbach. 1985.
- The Picture by Dora Gray. 1986.
- Signals. 1987.
- The Lab Assistant. 1994. (mit Shiloh Erin Cullen, als Erin Leonard)
- The Tetrahedron. 1994.
- 1894. 1994.
- The Flag on Gorbachev Crater. 1997.
- Lethary Fair. 1998.
- The Guac Bug. 1998.
- The Downsizing of Dr. Jain. 1998.
- A Boost in Time. 2000.
- The Money Tree. 2000.
- Playmate. 2000.
- The Perfumed Heart. 2000.
- The Dome. 2001.
- Passkey. 2001.
- Our Man in Pluvia. 2002.
- Station Ganymede. 2002.
- Voices. 2002.
- The Melkart Coin. 2003.
- The Thalatta Thesis. 2003.
- Faces. 2003.
- In the Catacombs. 2004.
- Set. 2006.
- Venice—Rome—Direttissima. 2006.

Sachliteratur
- Mining and Marketing of Barite. 1946. (mit F. M. Barsigian)